# Bandiera della Costa Rica
La bandiera della Costa Rica è stata adottata il 27 novembre 1906. L'insegna di stato e di guerra racchiude lo stemma nazionale, mentre l'insegna civile ne è priva.
Si compone di tre colori disposti in cinque bande orizzontali: due blu alle estremità, una rossa al centro, le intermedie di colore bianco. La banda centrale ha altezza doppia rispetto alle altre. Per tradizione il blu rappresenta il cielo, le opportunità, l'idealismo e la perseveranza. Il bianco pace, saggezza e felicità. Il rosso simboleggia il sangue versato dai martiri dell'indipendenza, e inoltre il calore e la generosità del popolo costaricano.
Nei fatti la bandiera, unica tra i vessilli centroamericani a discostarsi dai colori tradizionali della regione, fu caldeggiata dalla moglie filofrancese del presidente Castro Madriz e intese imitare la bandiera della Francia.
Lo stemma deriva invece direttamente dal vessillo delle Province Unite dell'America Centrale del 1823.
La bandiera costaricana somiglia casualmente alla bandiera thailandese, che presenta lo stesso disegno di base, ma dalla quale differisce per i colori invertiti, la proporzione tra i lati e la totale assenza di emblemi.

## Bandiere storiche

Prima bandiera nazionale costaricana (1821-1823)
Bandiera costaricana (1823-1824)
Bandiera della Costa Rica parte delle Province Unite dell'America Centrale (1824)
Bandiera della Costa Rica parte della Repubblica Federale del Centro America (1824-1840)
Bandiera costaricana (1840-1842)
Bandiera costaricana (1842-1848)
Bandiera costaricana (1848-1906)